# Oliveria
- Commons
- Wikispecies

Oliveria é um género botânico pertencente à família Apiaceae.
1. ↑  «Oliveria — World Flora Online». www.worldfloraonline.org. Consultado em 19 de agosto de 2020